# アルスター・ラグビー
アルスター・ラグビー（英: Ulster Rugby）は北アイルランドのベルファストを本拠地とするラグビーユニオンクラブである。アイルランド、スコットランド、ウェールズ、イタリア、南アフリカ共和国のクラブで構成されるユナイテッド・ラグビー・チャンピオンシップに所属している。ホームスタジアムは、レイヴンヒル・スタジアム。

## 歴史
1879年に北部アイルランドの地域代表クラブとして創設された。ラグビーユニオンのアマチュア時代はアイルランド国内でアルスター、レンスター、マンスター、コナートの各地域代表クラブ間で対抗戦が行われており、1946年から1994年までの間に26回優勝している。
1998-99シーズン、ハイネケンカップにおいて初めてグループリーグを突破し、決勝に進むとフランスのUSコロミエを21対6で破りアイルランドのクラブとして同大会初めての優勝を飾った。
2003-04シーズンはケルティックリーグ（現ユナイテッド・ラグビー・チャンピオンシップ）において最終節でウェールズのスカーレッツに敗れ2位に終わったものの、翌シーズンは同じアイルランドのレンスターを勝ち点差1で振り切り初優勝を遂げた。
その後は、2007-08シーズンに9位、2008-09シーズンに8位、2009-10シーズンに8位（いずれも10チーム中）とタイトル争いから離れるシーズンが続いたが2010-11シーズンはリーグで3位と持ち直し、2011-12シーズンはハイネケンカップにおいて決勝でレンスターに敗れたものの準優勝となった。

## タイトル
- プロ14(ケルティックリーグ)…2005-06
- ヨーロピアンラグビーチャンピオンズカップ(ハイネケンカップ)…1998-99

## スコッド
2024-25シーズンのスコッド（2024年8月現在）
| フッカー - ジョン・アンドリュー - ロブ・ハーリング - ジェームズ・マコーミック(James McCormick) - トム・スチュワート プロップ - マーティ・ムーア - エリック・オサリバン - トム・オトゥール - カラム・リード - アンドリュー・ウォーリック - スコット・ウィルソン ロック - イアン・ヘンダーソン - コーマック・イズチュクー - アラン・オコナー - ハリー・シーリダン - キーラン・トレッドウェル | フランカー/No.8 - レウベン・クローザーズ(Reuben Crothers) - デイヴィット・マッキャン - ローカン・マクロウリン - マーカス・レイ - マッティ・レイ - シェーン・レッフェル - ニック・ティモニー - ザック・ウォード スクラムハーフ - ジョン・クーニー - ネイサン・ド－ク - コノー・マクシー(Conor McKee) - マイケル・マクドナルド - デイヴィット・シャナハン フライハーフ - ジェイク・フラナリー - ジェームズ・ハンフリーズ(James Humphreys) - アイダン・モーガン | センター - ベン・カーソン(Ben Carson) - ジェームズ・ヒューム - スチュアート・マクロスキー - スチュワート・ムーア - ジュード・ポスルスウェイト ウイング - ロバート・バルクーン - ヴェルナー・コック - ベン・モックスハム - アーロン・セクストン - ジェイコブ・ストックデイル フルバック - マイケル・ローリー - イーサン・マキロイ |
| | | |
| はキャプテン。 | | |

## 歴代所属選手
- ティモジ・ナグサ (Timoci Nagusa) …フィジー代表33キャップ。現在はモンペリエ・エロー・ラグビーに所属。
- ルアン・ピナール (Ruan Pienaar) …南アフリカ代表88キャップ。現在はチーターズに所属。
- トミー・シーモア (Tommy Seymour) …スコットランド代表55キャップ。現在はグラスゴー・ウォリアーズに所属。
- フィロ・パウロ (Filo Paulo) …サモア代表37キャップ。現在はカーディフ・ブルーズに所属。
- マルセル・クッツェー (Marcell Coetzee) …南アフリカ代表31キャップ。現在はブルズに所属。
- ジョン・アフォア (John Afoa) …ニュージーランド代表36キャップ。現在はブリストル・ベアーズに所属。
- ピーター・ネルソン (Peter Nelson) …カナダ代表7キャップ。現在はUSブレッサンヌに所属。
- チャールズ・ピウタウ(Charles Piutau)…ニュージーランド代表17キャップ、トンガ代表1キャップ、現在は静岡ブルーレヴズに所属。
- クリス・ファレル (Chris Farrell) …アイルランド代表9キャップ。現在はマンスターに所属。
- ヘンリー・スパイト (Henry Speight) …オーストラリア代表19キャップ。現在はレッズに所属。
- ローリー・サザーランド(Rory Sutherland)…スコットランド代表33キャップ、現在はオヨナ・ラグビーに所属。
- サム・カーター(Sam Carter)…オーストラリア代表16キャップ、現在はウェスタン・フォースに所属。
- ドウェイン・フェルミューレン (Duane Vermeulen) …南アフリカ共和国代表通算76キャップ。2015年・2019年・2023年W杯3大会連続出場。
- ジョーディ・マーフィー (Jordi Murphy) …アイルランド代表通算30キャップ。2015年・2019年W杯2大会連続出場。
- クリス・ファレル (Chris Farrell) …アイルランド代表9キャップ。現在はマンスターに所属。